# Перони, Джузеппе
Джузеппе Перони (итал. Giuseppe Peroni; 6 мая 1700, Парма, Эмилия-Романья — 22 сентября 1776, Парма) — итальянский живописец периода барокко.

## Биография
Джузеппе родился в Парме, Эмилия-Романья, в семье Луиджи, учителя физики, и Марии Маддалены Ремезини (или Рамезини), родом из Колорно. Он, как и его старший брат Джулио (1705—1784), стремился к церковной карьере, но явная склонность Джузеппе к живописи побудила отца отправить его в школу Пьера Иларио Мерканти, известного как Спольверини. В 1731 году его отправили в Болонью для обучения в Академии Клементина, где его учителями были Эрколе Лелли, известный анатом и художник, Феличе Торелли и Донато Крети. У Фердинандо Бибьены он также познакомился с понятиями архитектуры и перспективы.
В 1734 году Джузеппе Перони уехал в Рим, где посещал школу Агостино Мазуччи. Римский мастер, ревностный хранитель традиций позднего барокко и классицизма манере Карло Маратты, находился тогда на пике своей славы. В 1738 году, когда Перони прибыл в его мастерскую, Мазуччи работал над картиной «Суд Соломона» (Палаццо Мадама, Турин). Удивительная разносторонность, которой был наделён Перони, была направлена в сторону академизма и обогащалась благодаря соприкосновению с различными римскими художественными течениями. Перони встречался с Конкой, Джаквинто, Тревизани, Марко Бенефиалом, и с самим Менгсом, а также познакомился с Помпео Батони. Он подружился с художником и карикатуристом Пьером Леоне Гецци, который в 1736 году женился на его сестре Марии Катерине.
Джузеппе Перони стал работать в академическом стиле своего времени. В 1738 году ему удалось получить первую премию за картину, представленную на выставке в Академии Святого Луки.
К 1744 году Перони стал священником. 21 марта 1744 года он отслужил свою первую мессу в церкви Святого Василида. Вернувшись в Парму, он начал преподавать в местной Академии искусств (основанной в 1757 году). Писал алтарные картины для церквей.
Для церкви Санта-Мария-делла-Визитационе (Chiesa della Madonnina) в Ферраре Джузеппе написал алтарную картину «Святой Камилл де Леллис» (итал. St Camillo de Lellis).
Для собора Санта-Мария-дель-Пополо в Понтремоли он написал «Обручение Девы Марии». В Парме Джузеппе Перони создал фрески для церкви Сан-Витале. Он написал алтарный образ «Святой Франциск Сальский» для церкви Сан-Джузеппе (Святого Иосифа), а также картину «Святой Иоанн Креститель» для более не существующей церкви Санта-Чечилия (позднее перенесена в церковь Оньиссанти). Он также писал фрески в савойском замке Казотто в Гарессио. Создал несколько работ для церквей в Турине .
По возвращении в Парму, Перони был приглашён преподавать живопись в Академии изящных искусств. Для церкви Сан-Мартино-а-Варано-Мелегари в 1744 году он написал алтарную картину с Таинствами Розария и две фрески с Мадонной, побеждающей Смерть, и Искушением.
Он оставался в Парме до 1750 года. Между 1750 и 1752 годами вернулся в Рим, где среди его покровителей были кардинал Альберони и князь Барберини. В январе 1752 года он отправился в Неаполь, а в августе был в Болонье в качестве гостя у Энрико Лелли, а затем продолжил путь в Венецию. В конце 1752 года он вернулся в Парму, где написал картину «Мученичество Святого Варфоломея» для церкви Сан-Бартоломео.
В Парме его учениками были Доменико Муцци и Гаэтано Каллани.

## Галерея

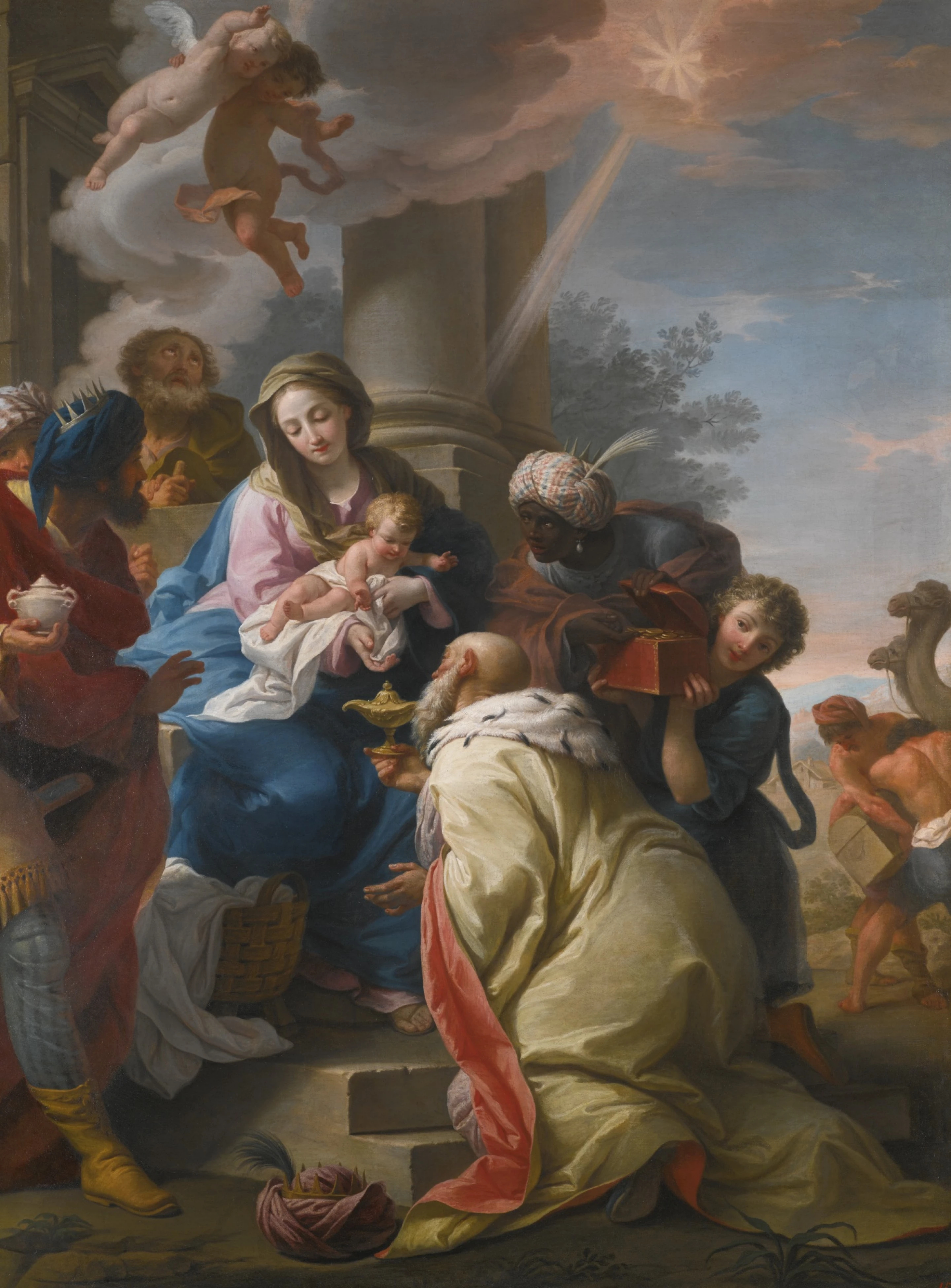
Поклонение волхвов. Между 1740 и 1776. Холст, масло. Частное собрание
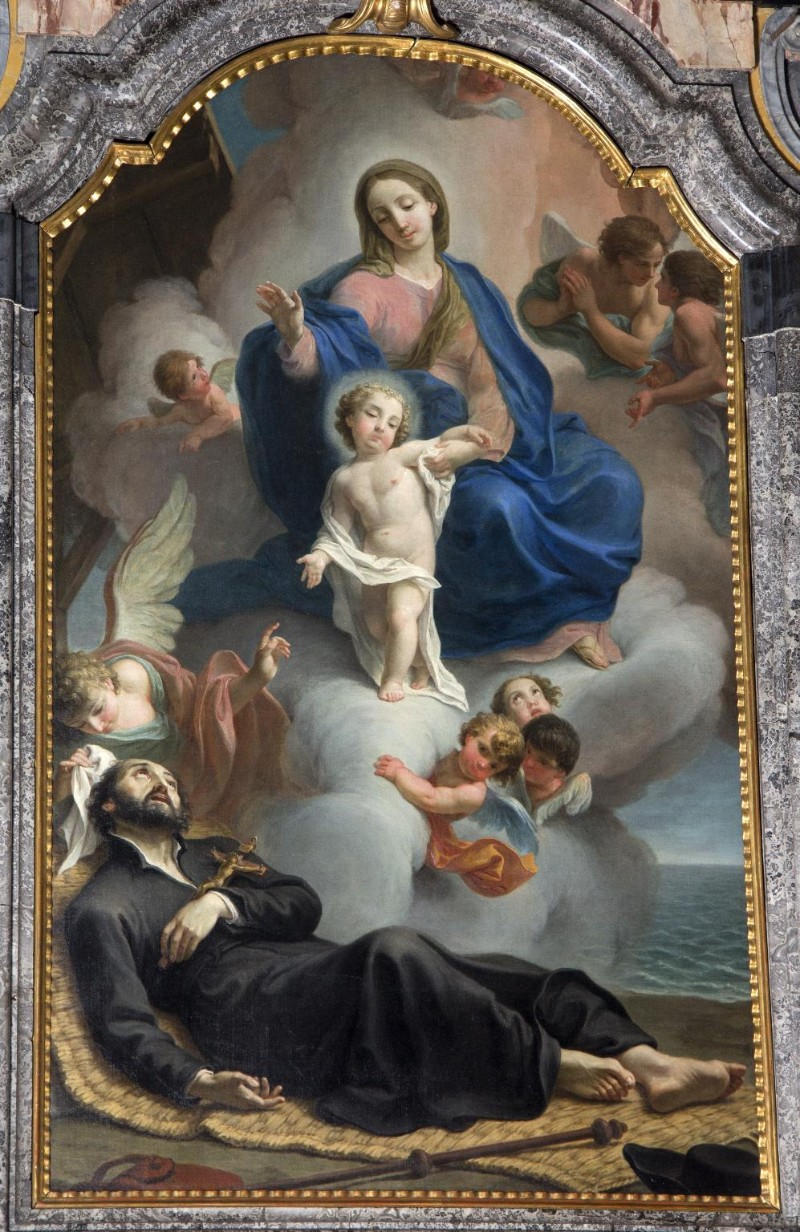
Мадонна и Святой Франциск Ксаверий. 1760. Холст, масло. Церковь Святой Троицы, Крема
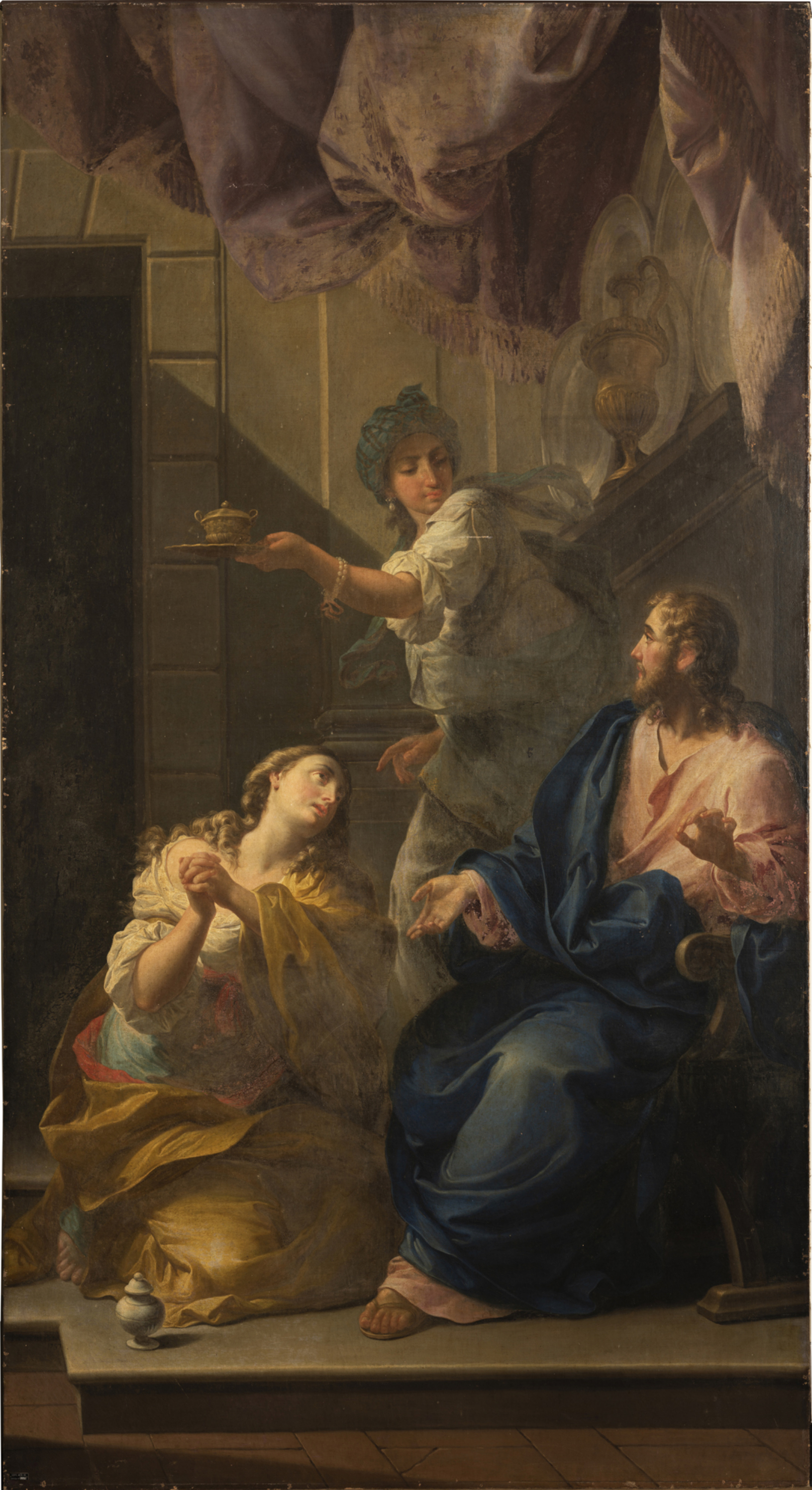
Христос в доме Марии и Марфы. 1757. Холст, масло. Музей Чертозы, Павия
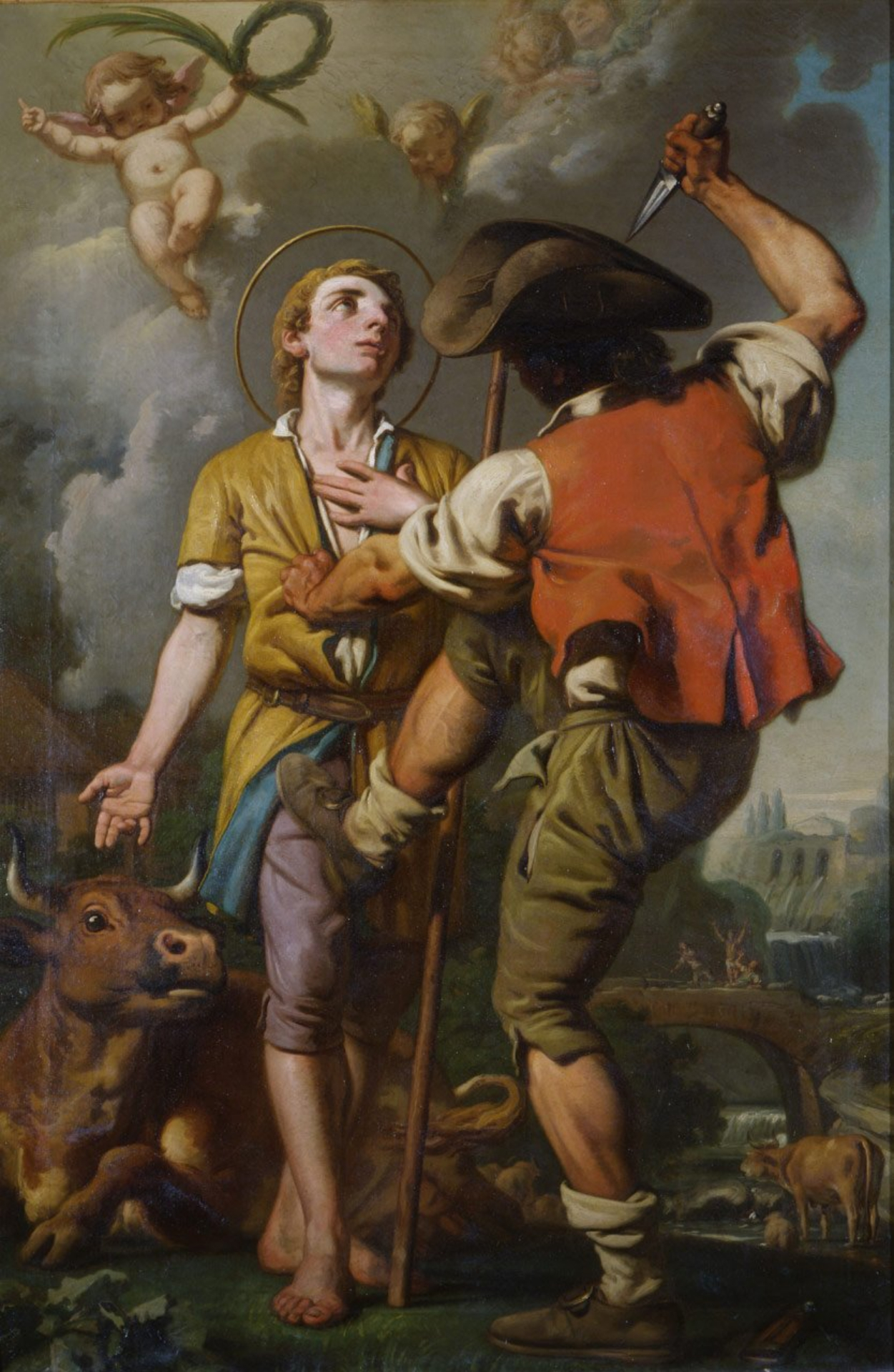
Мученичество святого Луция из Валь-Каварнья. Ок. 1762. Холст, масло. Национальная галерея, Парма
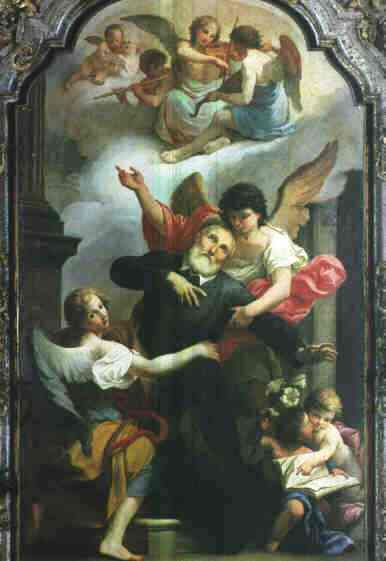
Экстаз Святого Филиппа Нери. 1764. Холст, масло. Церковь Санта-Мария-прессо-Сан-Сатиро, Милан